# Teo Yoo
Kim Tschi-Hun (hangul: 김치훈; rr: Gim Chi-hun; Colônia, 11 de abril de 1981), conhecido profissionalmente como Teo Yoo (hangul: 유태오; rr: Yoo Tae-o), é um ator sul-coreano. 

## Biografia
Nascido na Alemanha, ele é fluente em inglês, alemão e coreano.  Yoo não foi naturalizado alemão, permanecendo com a sua única nacionalidade coreana desde o nascimento. Após se formar no ensino médio, foi estudar teatro nos Estados Unidos e Inglaterra, estreando como ator coreano em 2008. É melhor conhecido pelo papel de Viktor Tsoi no filme musical russo Leto.

## Filmografia

### Cinema
| Ano  | Título                  | Papel         | Notas           |
| ---- | ----------------------- | ------------- | --------------- |
| 2003 | Kim Bab                 | Kim           | curta-metragem  |
| 2004 | Brooklyn Bound          | Tommy Woo     |                 |
| 2006 | Day Night Day Night     | Motorista     |                 |
| 2009 | Actresses               | Emile         |                 |
| 2010 | Innocent When You Dream | Gustav Zerga  | curta-metragem  |
| 2012 | Love Fiction            | Secretário    |                 |
| 2012 | Shanghai Strangers      | O Amante      | curta-metragem  |
| 2012 | Code Name: Jackal       | Moustache     |                 |
| 2014 | One on One              | Shadow        |                 |
| 2015 | Seoul Searching         | Klaus Kim     |                 |
| 2015 | Equals                  | Peter         |                 |
| 2015 | You Call It Passion     | Jey           |                 |
| 2016 | Bitcoin Heist           | Thomas        |                 |
| 2017 | The Moment              | Sr. Kim       | Filme tailandês |
| 2017 | TV Cello                | Nam June Paik | curta-metragem  |
| 2018 | Lim                     | Teo           | curta-metragem  |
| 2018 | Leto                    | Viktor Tsoi   |                 |
| 2019 | Vertigo                 | Lee Jin-soo   |                 |
| 2019 | Black Money             | Steve Jung    |                 |
| 2020 | Pawn                    | Yoo Deok-hwa  |                 |
| 2021 | New Year Blues          | Rae-hwan      |                 |
| 2023 | Past Lives              | Hae Sung      |                 |

### Televisão
| Ano  | Título                                 | Papel         | Notas        |
| ---- | -------------------------------------- | ------------- | ------------ |
| 2016 | The Cravings                           | Teo           | Web serie    |
| 2019 | Arthdal Chronicles                     | Ragaz         | Participação |
| 2019 | Vagabond                               | Jerome        |              |
| 2019 | Chocolate                              | Kwon Min-sung |              |
| 2020 | Money Game                             | Eugene Han    |              |
| 2020 | The School Nurse Files                 | Mackenzie     |              |
| 2021 | Drama Stage temporada 4: Proxy Emotion | Yoo Jae-ho    | [ 6 ]        |
| 2023 | Love to Hate you                       | Nam Kang-Ho   | -            |

## Prêmios e indicações
| Ano  | Prêmio                              | Categoria               | Trabalho indicado | Resultado | Ref.          |
| ---- | ----------------------------------- | ----------------------- | ----------------- | --------- | ------------- |
| 2017 | Starpicks Thai Film Awards          | Melhor Ator Coadjuvante | The Moment        | Venceu    | [ 7 ]         |
| 2018 | Korea Cultural Entertainment Awards | Melhor Ator Revelação   | Leto              | Venceu    |               |
| 2020 | Chunsa Film Art Awards              | Melhor Ator Revelação   | Vertigo           | Indicado  |               |
| 2021 | Blue Dragon Film Awards             | Melhor Ator Revelação   | Vertigo           | Venceu    | [ 10 ] [ 11 ] |